# Roșiorii de Vede
Roșiorii de Vede (pronunciació en romanès: [roʃiˌorij de ˈvede]; de vegades Roșiori de Vede o, en versions antigues, Rușii de Vede) és una ciutat del comtat de Teleorman (Romania).
Situada a la regió de Muntenia, és una de les ciutats més antigues del país. Es va esmentar per primera vegada en un document que es remunta al 1385, quan la ciutat va ser visitada per dos pelegrins alemanys que tornaven de Jerusalem i es van aturar uns dies en una ciutat que van anomenar Russenart.
Diverses personalitats romaneses van néixer a la ciutat i als voltants de la ciutat, com Iulian Miu, Radu Grămăticu, Alexandru Depărățeanu, Gala Galaction, Petru Bellu, Zaharia Stancu i Marin Preda.
Segons estimació 2012 comptava amb una població de 32.006 habitants.